# Mark-48-Torpedo
| Techniker warten ein Mark-48-Torpedo in Keyport Washington, 1982. | |
| Technische Daten                                                  | |
| Indienststellung                                                  | 1972 ADCAP 1989 |
| Länge:                                                            | 5,79 Meter |
| Durchmesser:                                                      | 533 Millimeter |
| Gewicht:                                                          | 1545,3 kg ADCAP: 1662,75 kg |
| Geschwindigkeit:                                                  | offiziell: mehr als 28 kn (52 km/h) vermutet: 55 kn (102 km/h)                                                                     |
| Reichweite:                                                       | offiziell: mehr als 5 sm (1 sm = 1,852 km, 5 sm = 9,26 km) vermutet: 32 km bei 55 kn ADCAP: 38 km bei 55 kn ADCAP: 50 km bei 40 kn |
| Tauchtiefe:                                                       | offiziell: mehr als 1200 Fuß (365 Meter) vermutet: 1000 Meter                                                                      |
| Sprengkopf:                                                       | 295 kg PBX-Sprengstoff (544 kg TNT-Äquivalent)                                                                                     |

Der Mark 48 oder kurz Mk 48 ist ein Schwergewichtstorpedo, der in der United States Navy sowie der kanadischen, australischen und niederländischen Marine eingesetzt wird. Er kann nur von U-Booten verschossen werden.

## Versionen
Insgesamt besitzt die US Navy 1046 Mk. 48 ADCAP, die australische Marine laut Berichten 20.
Im Laufe der Zeit wurde der Mark 48 mehrmals verbessert, so dass es u. a. folgende Versionen gibt:

### Mark 48
Die Entwicklung des Mark 48 begann bereits 1957 mit Machbarkeitsstudien, 1960 wurden die Vorgaben formuliert. Zu diesem Zeitpunkt sollte der Torpedo zum Abschuss unter wie auch über Wasser in der Lage sein. Letztere Anforderung wurde bald gestrichen und man konzentrierte sich auf den Einsatz von U-Booten aus. Einsatzreif war der Torpedo schließlich im Jahr 1972. Testabschüsse erfolgten unter anderem in der Polarregion, die durch das Aneinanderreiben des Packeises hohe Anforderungen an das Sonarsystem stellt.
Der Torpedo verwendet einen Düsenringpropeller mit zwei gegenläufig rotierenden Propellern, die von einer als Taumelscheibenmotor ausgeführten Kolbenmaschine angetrieben werden. Mit diesem System erreicht der Mark 48 Geschwindigkeiten von bis zu 55 Knoten bei Reichweiten von geschätzten 35.000 Yards (32 km). Als Treibstoff für diesen Reaktionsantrieb wird Otto 2 eingesetzt, der den zur Verbrennung notwendigen Oxidator schon enthält, also unter Luftabschluss verwendet werden kann.
Die Kosten für die Standardausführung lagen bei gut 2,3 Mio. US-Dollar je Einheit. Sie wog 1545,3 kg. Dieser Typ wird nicht mehr eingesetzt.

### Mark 48 Mod. 5 (ADCAP)
Die ADCAP-Version des Mark 48 (ADCAP=Advanced Capability, deutsch verbesserte Fähigkeiten) wurde ab 1989 an die US Navy ausgeliefert. Vor allem die Effektivität im Einsatz gegen Schiffe wurde verbessert; außerdem kann der Torpedo nun Gegenmaßnahmen besser erkennen und umfahren und Ziele auch aus größeren Entfernungen erfassen. Zudem wurde die Zeit reduziert, die zum Aufwärmen des Torpedos an Bord des U-Bootes benötigt wird.
Die erste Versenkung durch einen ADCAP erfolgte am 23. Juli 1988, als die Norfolk den außer Dienst gestellten Zerstörer Jonas Ingram versenkte.
Der Typ ADCAP wurde von Raytheon gefertigt und 2011 außer Dienst gestellt.

### Mark 48 Mod. 6 (MODS ADCAP)
Torpedos nach dem MODS-ADCAP-Standard enthalten zwei Bauteileverbesserungen / Hardware-Upgrades, die G&C-MOD (Guidance and Control, deutsch Zielsuche und Steuerung) und die TPU-MOD (Torpedo Propulsion Upgrade, deutsch Aufrüstung des Torpedoantriebs). Bei der G&C-MOD wurden die Zielsuchsysteme auf den neusten Stand gebracht, indem die Sonarsysteme ersetzt und Speicher und Prozessor aufgerüstet wurden. Die TPU-MOD verbessert das Antriebssystem in nicht näher bekannter Weise. Die maximale Reichweite eines ADCAP soll bei über 40.000 Yards liegen (circa 37 km).
Die Kosten für einen ADCAP-Torpedo sollen bei etwa 3,5 Mio. US-Dollar liegen; das Gewicht erhöhte sich auf 1662,75 kg.
Der Typ MODS ADCAP wird von Northrop Grumman gefertigt und ist seit 1997 im Einsatz.

### Mark 48 Mod. 7 (CBASS)
Die Entwicklung der CBASS-Version (Common Broadband Advanced Sonar System, deutsch gemeinsames verbesserte Breitband-Sonar-System) begann ab 1998; ab 2006 wurde dieser Typ in Dienst gestellt. Er hat durch neue Steuer- und Leittechnik vor allem eine bessere Leistung in flachen Küstengewässern, gegen neue Generationen von sehr leisen diesel-elektrischen U-Booten und in der Abwehr von Gegenmaßnahmen. Erstmals im scharfen Schuss gegen ein Schiff wurde ein CBASS-Torpedo 2008 während der Übung RIMPAC eingesetzt, als das australische U-Boot Waller den US-Zerstörer Fletcher mit diesem Torpedo versenkte.

## Einsatz
Der Torpedotyp wird von U-Booten der Klassen Ohio, Los Angeles, Seawolf und Virginia geführt. Der Mark 48 kann sowohl gegen Unter- wie auch gegen Überwasserziele eingesetzt werden, wobei er unter dem Kiel des Ziels detoniert. Durch die Explosion bildet sich unterhalb des Schiffs/Boots eine große, schnell expandierende Gasblase, welche die Rumpfmitte so weit nach oben hebt, dass mindestens der Kiel bricht. Nach der Explosion bricht die Gasblase zusammen und lässt den Rumpf in den Hohlraum der kollabierenden Gasblase absinken, was die tragende Struktur des angegriffenen Ziels noch einmal, diesmal in die entgegengesetzte Richtung, überlastet. Diese Waffenwirkung ist seit langem bekannt und wurde schon von Torpedos mit Magnetzünder im Zweiten Weltkrieg genutzt.
Die Torpedos sind drahtgesteuert, das heißt, sie spulen ein Kabel ab, über das der Bediener an Bord des U-Bootes die Aufschaltung auf ein Ziel beeinflussen kann. Als Sonarsysteme hat der Torpedo sowohl Aktiv- als auch Passivsonar an Bord, wobei bei Zielannäherung auf das Aktivsonar geschaltet wird. Die Mark 48 sind in der Lage, einprogrammierte Suchmuster abzulaufen. Ebenso können sie nach einer Zielverfehlung wenden, um das Ziel ein weiteres Mal anzugreifen. Die ADCAP-Version ist in der Lage, Daten ihrer Sensoren an das elektronische Gefechtssystem AN/BSY-1 der US-Boote, z. B. der Los-Angeles-Klasse, rückzumelden